# カルロス・アナコンディア
カルロス・アナコンディア (Carlos Annacondia, 1944年 - ) はアルゼンチンのリバイバリスト、説教者。日本の聖霊派の集会に招かれて何度か来日している。信徒説教者である。

## 経歴
1979年 アルゼンチンのキルメスでボルトナットを造る会社を経営していた時、サンフェストでパナマ出身の伝道者の説教を聞いて新生を経験して、カトリックからプロテスタントに改宗する。数日後、聖霊のバプテスマを受けて、異言を語りだす。
1982年 伝道者の召命を受ける。各地でリバイバリストとして用いられる。
1983年 各地でクルセードを開き、年間35万人が回心した。アルゼンチンで顕著な神癒が起こったといわれる。
全日本リバイバルミッションの招きにより1993年と1994年に来日して、東京でいやしの集会を行った。